# Кицберг, Аугуст
А́угуст Ки́цберг (эст. August Kitzberg, до 1863 года Аугуст Китс (эст. August Kits); 17 (29) декабря 1855, д. Пылде, Лифляндская губерния, Российская империя, ныне уезд Вильяндимаа, Эстония — 10 октября 1927, Тарту, Эстония) — эстонский писатель, драматург.

## Биография
Родился в деревне Пылде (в то время мааконд Пярнумаа) семье батрака и портного Пеэтера Китса (Peeter Kits). Получил начальное образование в волостной школе, затем занимался самообразованием. До 1920 года работал волостным писарем, судебным секретарем, служащим в банке, конторщиком, управляющим газеты «Postimees», бухгалтером, архивариусом, банковским служащим. 
Аугуст Кицберг наряду с Эдуардом Вильде является одним из основоположников эстонской драматургии и выдающимся автором юмористической прозы. С 1922 года — член Союза писателей Эстонии.
Жил в Тарту.

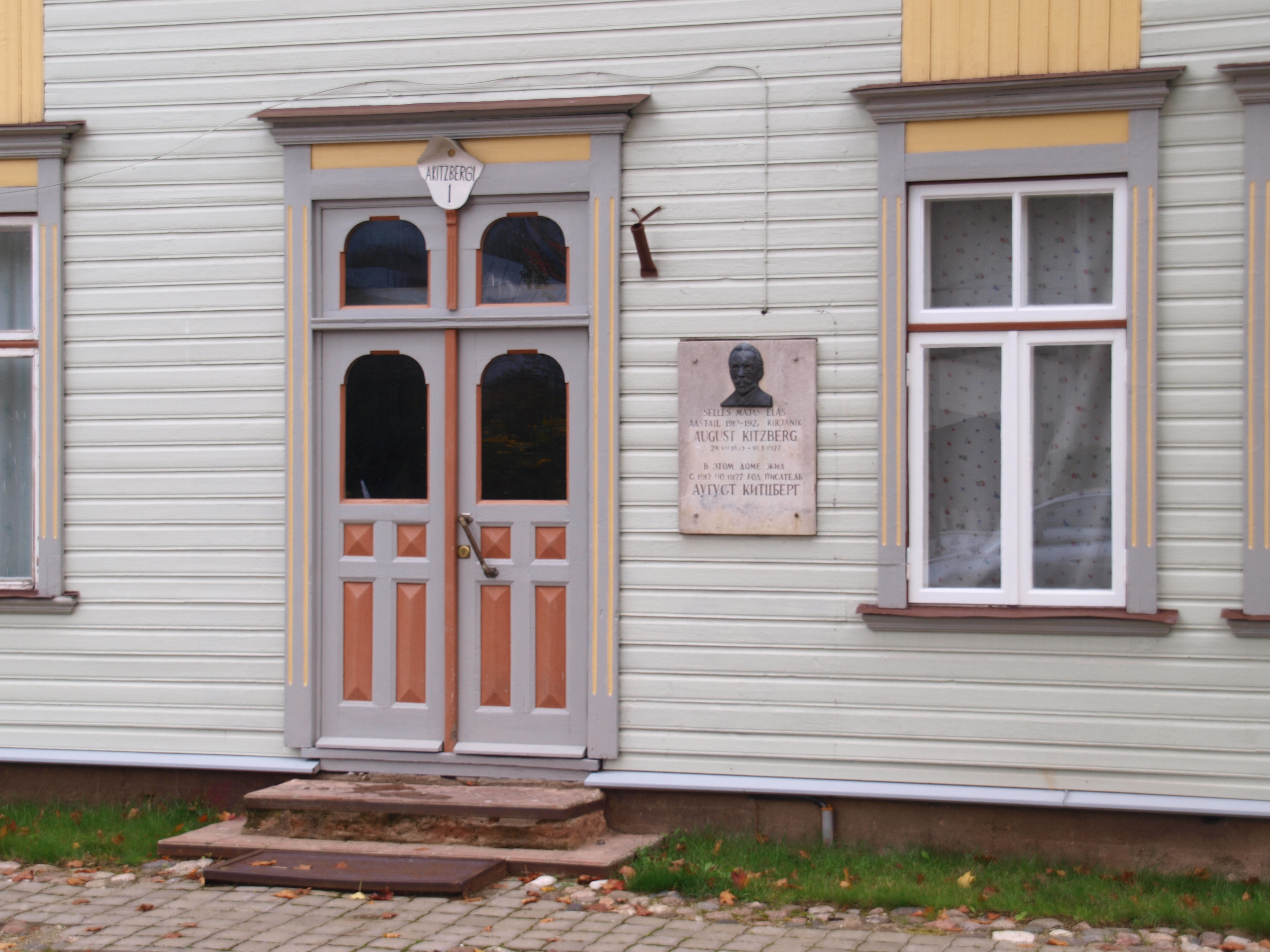
Мемориальная доска А. Кицбергу в Тарту

Похоронен на тартуском кладбище Раади.

## Творчество
Писательскую деятельность начал в 1870 году переводами, затем написал книгу по краеведению «Из родного уголка» («Kodu-kurukesest», 1878).  Среди ранних рассказов на первый план выходят исторический «Майму» (1889) и фольклорный «Оборотень» (1892).  Наиболее известные рассказы о сельской жизни — «Портной Ыхк и его счастливая история» (1892), «„Собственная лошадь“ Сауна-Антса» (1894), «Проделки Петра из Пюве» (1897), «10 копеек Райме-Реэда» (1903), «Братец Хенн» (1901) и «Хеннов братец» (1904). Рассказам Кицберга свойственны искреннее сочувствие радостям и заботам односельчан, непринужденный разговорный тон и большей частью идиллически-юмористический авторский настрой. В пьесах и рассказах изображены характерные для Мульгимаа типы людей и их отношения, возникающие в результате имущественного неравенства. После зарождения эстонского профессионального театра Кицберг сосредоточился на драматургии. Его шедевр «Оборотень» — трагедия с романтическими линиями о сопротивлении сокрушающим обстоятельствам и о вытекающих из них предрассудках и рабстве. Драма «Бог мошны» изображает жестокость финансовой власти баронства и его неполноценность перед судьбой, драма «В вихре ветров» рассказывает о столкновении справедливости, человечности и насилия на фоне революции 1905 года. Выявление тёмной стороны жизни наряду с подчёркиванием человечности характерно и для других пьес Кицберга.
Использовал множество псевдонимов, среди которых Tiibuse Jaak Tiibus и Tiibuse Mari (как фельетонист-колумнист), а также Pipramäe-Tõnu, Haimke Josselowitsch Goldstein, Ichkab Kalning, Jaan Waglaraud и др..

## Память
В 1991 году в посёлке (ныне — городе) Каркси-Нуйа Аугусту Кицбергу поставлен памятник. В волости Мулги работает комната-музей писателя.
Вошёл в составленный в 1999 году по результатам письменного и онлайн-голосования список 100 великих деятелей Эстонии XX века.

## Сочинения
- 1878 Kodukurukesest
- 1892 Maimu
- 1894 Punga Mart ja Uba-Kaarel
- 1897 Pila-Peetri testament
- 1901 Братец Хенн / Veli Henn
- 1904 Hennu veli
- 1906 В вихре ветров
- 1912 пьеса «Хитрый Антс и Нечистый» / Kaval-Ants ja Vanapagan
- 1912 пьеса «Оборотень» / Libahunt
- 1915 пьеса «Бог мошны» / Kauka Jumal
- 1915 Kosjasõit
- 1919 пьеса «До рассвета» / Enne kukke ja koitu
- 1919 пьеса Лауритс, или Красный петух / Laurits
- 1923 Neetud talu
- 1915—1921 Külajutud (I—V)
- 1920, 1923 Tiibuse Jaak Tiibuse kirjavahetus (I—II)
- 1920 Tiibuse Mari ajalikud laulud
- 1915—1921 Сборник «Деревенские рассказы» (кн. 1—5, 1915-21)
- 1924—1925 Ühe vana «tuuletallaja» noorpõlve mälestused (анонимное издание мемуаров)
- 1955 Valitud teosed I—II

### Издания
- Valitud teosed, k. 1—2. — Tallinn, 1956. (эст.)
- Libahunt. — Tallinn, 1969. (эст.)
- Пьесы. (Вступ. ст. и примеч. В. Алттоа). — Москва, 1962.
- Сочинения, т. 1—2. — Таллин, 1956. (эст.)

## Экранизации
- 1968 — «Лесная легенда» — по мотивам пьесы «Оборотень»